# Pelastoneurus dissimilipes
Pelastoneurus dissimilipes är en tvåvingeart som beskrevs av Wheeler 1899. Pelastoneurus dissimilipes ingår i släktet Pelastoneurus och familjen styltflugor.
Artens utbredningsområde är Arizona. Inga underarter finns listade i Catalogue of Life.